# Charles Wiggin
Anthony Charles D. Wiggin (født 18. januar 1950) er en britisk tidligere roer.
Wiggin vandt bronze i toer uden styrmand ved OL 1980 i Moskva. Hans makker i båden var Malcolm Carmichael. Den britiske båd blev i finalen besejret af Østtysklands Bernd og Jörg Landvoigt, der vandt guld, og af sovjetrusserne Jurij og Nikolaj Pimenov der tog sølvmedaljerne.

## OL-medaljer
- 1980:  Bronze i toer uden styrmand